# Despoilers of the Golden Empire
Despoilers of the Golden Empire ist eine Kurzgeschichte des Science-Fiction-Autors Randall Garrett, die unter dem aus zwei Vornamen Garretts gebildeten Pseudonym David Gordon im März 1959 in der Zeitschrift Astounding Science Fiction erschien.
Die Kurzgeschichte wurde von Garrett als Aprilscherz geschrieben. Während die Geschichte durch die Verwendung von Begriffen aus dem Science-Fiction-Genre und ungebräuchliche Übersetzungen und Umschreibungen wie eine Zukunftsgeschichte um die Eroberung einer fremden Welt durch eine Expedition klingen soll, wird erst in der letzten Zeile der Erzählung deutlich, dass Garrett seine Leser durch die für eine historische Geschichte ungewöhnliche Begriffe fehlgeleitet hat und in Wirklichkeit die Eroberung des Inka-Reiches in Peru durch Francisco Pizarro beschrieb.
In einem Nachwort geht Garrett auf die Techniken seiner Schreibweise ein, so handelte es sich etwa beim mächtigen Mineral, nach dem die Expedition Ausschau hielt, um Gold, dessen Macht sich eher im wirtschaftspolitischen als im technologischen Bereich befand. Ein anderes Beispiel ist die Universelle Botschaft (Universal Assembly), die sich als eine korrekte Übersetzung von Ekklesia Katholikos herausstellt, ohne so jedoch von Lesern mit dem gebräuchlicheren Begriff Katholische Kirche in Verbindung gebracht zu werden.